# Nordzucker

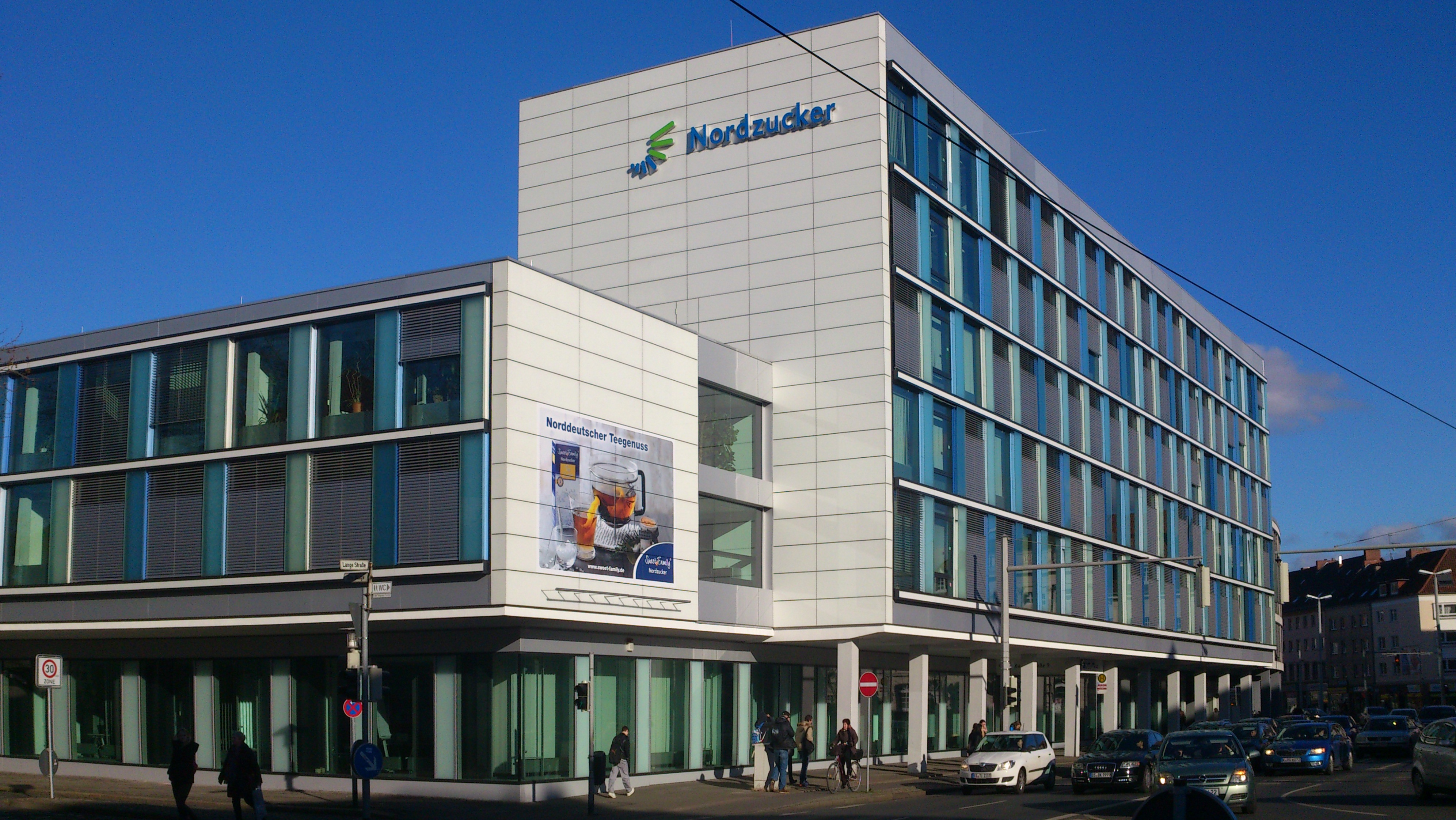
Konzernzentrale der Nordzucker AG in Braunschweig

Die Nordzucker AG mit Sitz in Braunschweig ist ein deutscher Zuckerproduzent. Das Unternehmen ist eines der führenden seiner Branche in Europa.
Die Produktion von Zucker, Flüssigzucker sowie Raffinade, Puder-, Würfel- und Gelierzucker, Biozucker und aromatisierten Zuckersorten für die Nahrungsmittelbranche und den Haushaltsbereich stellen die wichtigsten Geschäftsfelder der Nordzucker dar. Darüber hinaus produziert Nordzucker Bioethanol, Düngemittel, Substrate zur Fermentation sowie Futtermittel aus Zuckerrüben. Die gesamte Produktionsmenge im Geschäftsjahr 2020/21 betrug 2,7 Millionen Tonnen Zucker.

## Geschichte
Die Wurzeln des Unternehmens datieren zurück auf das Jahr 1838, als das erste noch bestehende Werk im Gebiet der Nordzucker in Klein Wanzleben gegründet wurde.
Nordzucker ist 1997 aus der Fusion der Braunschweiger Zuckerverbund Nord AG (ZVN) und der Zucker-Aktiengesellschaft Uelzen-Braunschweig (ZAG) mit Sitz in Uelzen entstanden. 2003 wurde die Union-Zucker AG Südhannover mit Sitz in Nordstemmen in den Konzern integriert.
Im März 2009 wurde für 730 Millionen Euro die Nordic Sugar A/S (die ehemalige Danisco Sugar) erworben, die Zuckerfabrik-Standorte in Dänemark, Schweden, Finnland sowie Litauen unterhält. Zwischen 1999 und 2003 expandierte Nordzucker und erwarb ihre heutigen Werke Chełmża und Opalenica in Polen und das Werk Trenčianska Teplá in der Slowakei.
Im Februar 2014 wurde gegen das Unternehmen gemeinsam mit den Konkurrenzunternehmen Südzucker und Pfeifer & Langen wegen wettbewerbswidrigen Absprachen eine gemeinschaftliche Geldbuße in Höhe von 280 Millionen Euro durch das Bundeskartellamt verhängt. Zahlreiche Kunden erhoben Schadenersatzklage.
Im Februar 2019 gab Nordzucker die Übernahme von 70 Prozent der Unternehmensanteile an Mackay Sugar Limited (MSL) mit Sitz in Mackay, dem zweitgrößten Zuckerproduzenten Australiens, bekannt. Die MSL hält auch eine 25-prozentige Beteiligung an Sugar Australia und New Zealand Sugar, einem Joint Venture zur Zuckerraffination in Australien und Neuseeland mit der Wilmar International.
Nachdem Nordzucker einige Werke zuvor auf Erdgas umgestellt hatte, wurden diese 2022 aufgrund einer Gasknappheit wieder auf Erdöl zurückgestellt.

## Unternehmensprofil und Geschäftsfelder

### Standorte

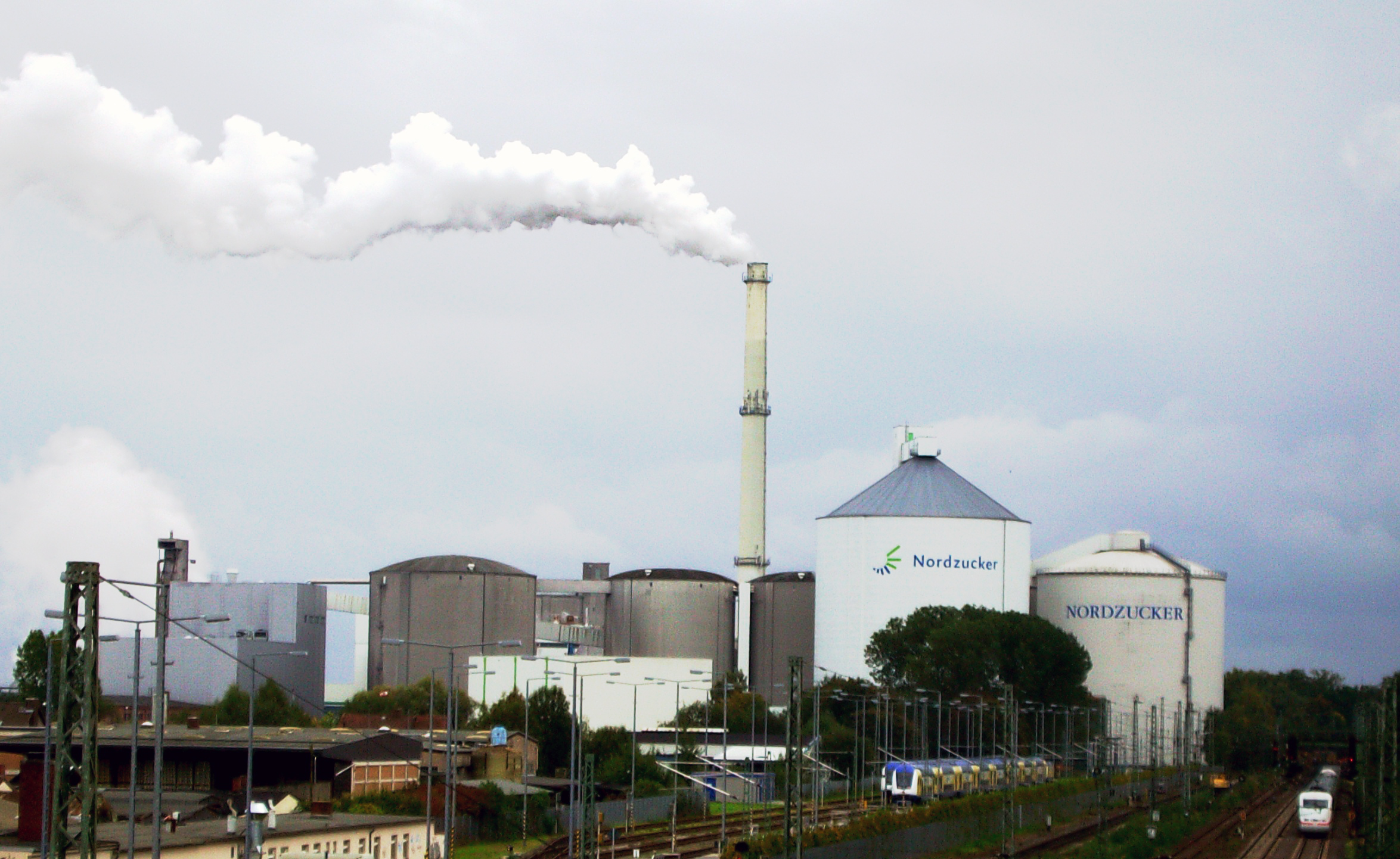
Das größte Nordzucker-Werk in Uelzen

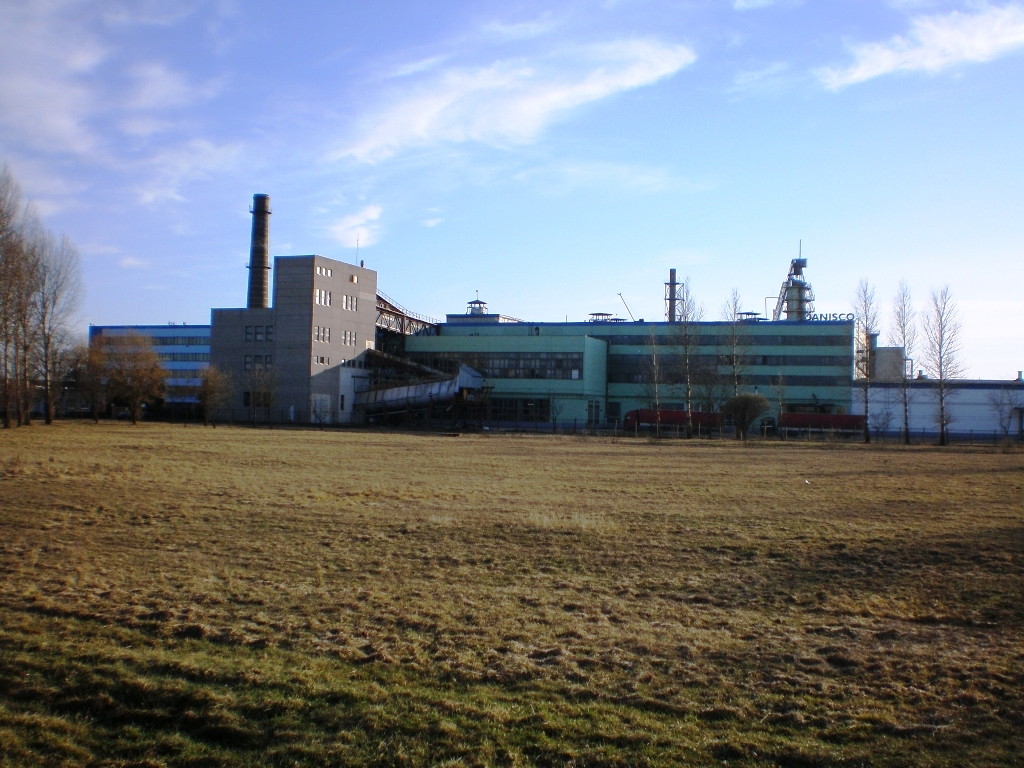
Nordic Sugar-Anlagen in Kèdainiai

Die Standorte der Nordzucker liegen hauptsächlich in Deutschland, Ost- und Nordeuropa sowie Australien.
| Standort                   | Bundesland     | Verarbeitungskapazität/Tag |
| -------------------------- | -------------- | -------------------------- |
| Clauen                     | Niedersachsen  | 11.000 Tonnen Rüben        |
| Zuckerdorf Klein Wanzleben | Sachsen-Anhalt | 15.500 Tonnen Rüben        |
| Nordstemmen                | Niedersachsen  | 17.000 Tonnen Rüben        |
| Schladen                   | Niedersachsen  | 10.500 Tonnen Rüben        |
| Uelzen                     | Niedersachsen  | 20.000 Tonnen Rüben        |

Weitere Zuckerfabriken
- Chełmża (Polen)
- Opalenica (Polen)
- Trenčianska Teplá (Slowakei)
- Nakskov (Dänemark)
- Nykøbing Falster (Dänemark)
- Örtofta (Schweden)
- Kėdainiai (Litauen)
- Säkylä (Finnland)
- Marian (Australien)
- Farleigh (Australien)
- Racecourse (Australien)

Flüssigzucker-Standorte
- Groß Munzel (Deutschland)
- Nordstemmen (Deutschland)
- Arlöv (Schweden)
- Porkkala (Finnland)

Raffinerien
- Arlöv (Schweden)
- Chełmża (Polen)
- Porkkala (Finnland)

Sonstige Standorte
- Nordic Sugar-Verwaltung in Kopenhagen (Dänemark)
- Bioethanolanlage im Zuckerdorf Klein Wanzleben (Deutschland)
- UAB Nordzucker Business Services in Kaunas (Litauen)

Daneben unterhält das Unternehmen Vertriebsstandorte in Riga (Lettland), Wilna (Litauen), Tallinn (Estland), Reykjavík (Island), Oslo (Norwegen), Dublin (Irland) und Athen (Griechenland) sowie ein Büro in Brüssel (Belgien).

### Sugarpartners
Das seit 2006 bestehende Gemeinschaftsunternehmen von Nordzucker und dem irischen Lebensmittelunternehmen Greencore wurde im Oktober 2009 komplett von Nordzucker übernommen. Das Unternehmen beschäftigt nach eigenen Angaben rund 12.000 Mitarbeiter und setzt auf dem irischen Markt rund 44.000 Tonnen Zucker pro Jahr ab. Damit kommt Sugarpartners auf einen Marktanteil von etwa 25 Prozent in Irland.

### Bioethanolproduktion
Im Dezember 2007 wurde die Bioethanolanlage der fuel 21 GmbH & Co. KG, eine 100-Prozent-Nordzucker-Tochter, in Betrieb genommen. Es ist die erste Anlage in Deutschland, die Bioethanol ausschließlich auf Basis von Zuckerrüben herstellt. Jährlich werden nun rund 130.000 Kubikmeter Bioethanol in einer Annexanlage im Verbund mit der Zuckerfabrik Klein Wanzleben produziert. Mit Beginn des Geschäftsjahres 2014 wurde die fuel 21 vollständig in die Nordzucker AG eingegliedert.

### NP Sweet und SweetFamily
Nordzucker brachte im Dezember 2012 als erster Hersteller einen Haushaltszucker auf den Markt, der aus herkömmlichem Zucker und kalorienfreier Steviasüße hergestellt ist. Bei der Herstellung wird der aus Zuckerrüben gewonnene Zucker mit Steviolglycosid gemischt, das Nordzucker von dem malayischen Konzern Pure Circle bezieht. Beide Unternehmen betreiben seit 2011 das Gemeinschaftsunternehmen NP Sweet, das Produkte mit Stevia entwickelt und vermarktet. Das neue Produkt, das unter der Dachmarke SweetFamily vertrieben wird, hat die gleiche Süßkraft und den gleichen Geschmack wie herkömmlicher Zucker, enthält aber bei vierfachem Preis nur halb so viel Energie (siehe: physiologischer Brennwert) wie der aus Zuckerrüben gewonnene Zucker.

### SweetGredients
Zusammen mit dem Molkereikonzern Arla Foods wurde die SweetGredients GmbH & Co. KG in Nordstemmen gegründet. Die Pilotanlage stellte das Süßungsmittel Tagatose aus Milchzucker her. Es wurde unter Patentschutz für den amerikanischen Markt produziert. Nach drei Jahren wurde das Projekt aufgrund von Absatzmangel und einem hohen Verlustgeschäft beendet.

### Aktionärsstruktur
Die Aktien der Nordzucker werden hauptsächlich von den zwei Dachgesellschaften Nordzucker Holding AG (83,8 %) und Union-Zucker Südhannover GmbH (11,1 %) gehalten. Nur 5,1 % der Anteile liegen in der Hand von Direktaktionären.
Nordzucker ist, im Gegensatz zu ihrem Wettbewerber Südzucker, nicht börsennotiert.
Laut Satzung können nur Rübenanbauer, Verpächter oder Pächter rübenfähigen Ackerlandes im Einzugsgebiet der Nordzucker AG Aktionär der Dachgesellschaft Nordzucker Holding werden; die Aktionäre haben zudem einen Lieferanspruch von Zuckerrüben an Nordzucker.

### Subventionen
Nordzucker gehört zu den größten Empfängern von EU-Agrarsubventionen in Deutschland. Über Tochterunternehmen erhält Nordzucker jährlich Direktzahlungen in zweistelliger Millionenhöhe.